# آيل كارمن (تشيلي)
آيل كارمن (بالإسبانية: El Carmen, Chile) هي بلدية تقع في تشيلي في Ñuble Province. يقدر عدد سكانها بـ 12,277 نسمة ومساحتها 664.3 كم2 وترتفع عن سطح البحر 224 متر.